# Kuberingsreglerna
Kuberingsreglerna är en matematisk princip som beskriver sambandet för kubiken (tredje potensen) av en summa eller skillnad mellan två tal. Denna regel är en central del av algebra och har sina rötter i arbetet med kubiska ekvationer under 1500-talet, en period som kännetecknas av betydande bidrag från matematiker som Scipione del Ferro, Niccolò Fontana, känd som Tartaglia, och Gerolamo Cardano. Deras strävan efter att lösa kubiska ekvationer och utvecklingen av kuberingsreglerna illustrerar en viktig övergång i matematikens historia, från retoriska framställningar till mer abstrakt och symbolisk algebra.
Kuberingsreglerna är regler inom algebran för utveckling av kuben för en summa respektive differens för två tal:
{\displaystyle \ (a+b)^{3}=a^{3}+3a^{2}b+3ab^{2}+b^{3}}
{\displaystyle \ (a-b)^{3}=a^{3}-3a^{2}b+3ab^{2}-b^{3}}
Reglerna är specialfall av den mer generella binomialsatsen.